# 콜비 스티븐슨
콜비 스티븐슨(영어: Colby Stevenson, 1997년 10월 3일~)은 미국의 프리스타일 스키 선수로 주 종목은 빅에어와 슬로프스타일이다. 2022년 동계 올림픽 프리스타일 스키 남자 빅에어 종목에서 은메달을 획득했다.